# Шпотовский сельский совет (Конотопский район)
Шпотовский сельский совет (укр. Шпотівська сільська рада) — входит в состав
Конотопского района
Сумской области
Украины.
Административный центр сельского совета находится в 
с. Шпотовка
.

## Населённые пункты совета
- с. Шпотовка
- с. Базилевка
- с. Першотравневое